# Jerry Abramson

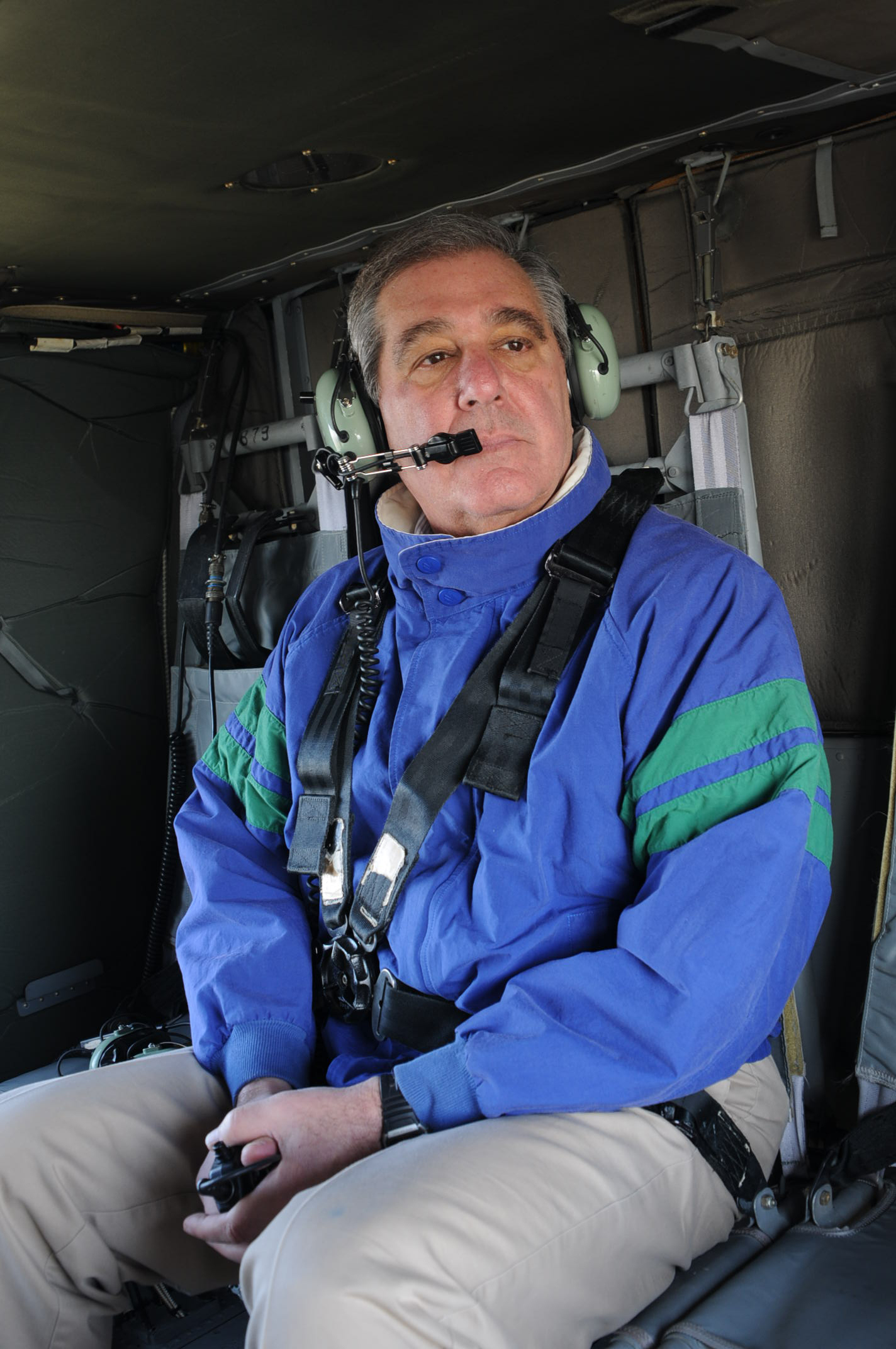
Jerry Abramson (2012)

Jerry Edwin Abramson (* 12. September 1946 in Louisville, Kentucky) ist ein US-amerikanischer Politiker. Zwischen 2011 und 2014 war er Vizegouverneur des Bundesstaates Kentucky.

## Werdegang
Jerry Abramson besuchte die Seneca High School in Louisville und studierte danach an der Indiana University in Bloomington. Nach einem anschließenden Jurastudium an der Georgetown University in Washington, D.C. und seiner Zulassung als Rechtsanwalt begann er in diesem Beruf zu arbeiten. Zuvor hatte er für einige Zeit in dem Geschäft seiner Eltern (Abramson's Market) in Louisville gearbeitet. Politisch schloss er sich der Demokratischen Partei an. 1968 unterstützte er den Präsidentschaftswahlkampf von Robert F. Kennedy, der mit dessen Ermordung abrupt endete. Zwischen 1986 und 1999 war Abramson Bürgermeister von Louisville. Von 2003 bis 2011 übte er dasselbe Amt nochmals aus. Seit 2003 war sein Kompetenzbereich über die eigentliche Stadt Louisville hinaus auf die Region (Louisville-Metro) ausgeweitet worden.
Im Jahr 2011 wurde Jerry Abramson an der Seite von Steve Beshear zum Vizegouverneur von Kentucky gewählt. Dieses Amt bekleidete er bis zum 13. November 2014. Dabei war er Stellvertreter des Gouverneurs.  Er gab das Amt des Vizegouverneurs auf, nachdem er als Director of Intergovernmental Affairs in den Stab von Präsident Barack Obama berufen worden war.